# Nikołaj Borisow (1897–1989)
Nikołaj Władimirowicz Borisow (ros. Никола́й Влади́мирович Бори́сов, ur. 8 grudnia?/20 grudnia 1897 we wsi Kurmanajewka w guberni orenburskiej, zm. 22 lutego 1989 w Moskwie) – radziecki dowódca wojskowy, generał porucznik, Bohater Pracy Socjalistycznej (1943). 

## Życiorys
Po ukończeniu szkoły cerkiewnej pracował jako robotnik rolny, 1916 powołany do armii, żołnierz pułku kolejowego, od 1918 w Armii Czerwonej, walczył w wojnie domowej z oddziałami adm. Kołczaka, od 1921 kolejno politruk kompanii, komisarz batalionu, dowódca kompanii i batalionu, brał udział w walkach z basmaczami w Bucharskiej LRR, później szef sztabu 11 Brygady Kolejowej. Od końca lat 30. do 1941 szef wydziału Akademii Wojskowo-Transportowej w stopniu pułkownika, od czerwca 1941 dowódca 28 Brygady Kolejowej (od 28 kwietnia: 1 Gwardyjskiej Brygady Kolejowej), od stycznia 1943 szef Zarządu Prac Wojskowej Odbudowy kolejno na Froncie Południowym, 4 Froncie Ukraińskim i 1 Froncie Białoruskim, kierował odbudową obiektów kolejowych m.in. w obwodzie rostowskim, 13 września 1944 mianowany generałem porucznikiem wojsk technicznych. Uczestnik walk z Niemcami na terenie Polski i Niemiec 1944-1945, w tym bitwy berlińskiej. 1946-1948 dowódca 4 Korpusu Kolejowego na Uralu, 1955-1964 I zastępca dowódcy wojsk kolejowych ZSRR.

## Odznaczenia
- Złoty Medal „Sierp i Młot” Bohatera Pracy Socjalistycznej (5 listopada 1943)
- Order Lenina (trzykrotnie - 24 listopada 1942, 5 listopada 1943 i 30 kwietnia 1945)
- Order Czerwonego Sztandaru (czterokrotnie - 2 kwietnia 1943, 10 sierpnia 1944 i 3 listopada 1944)
- Order Kutuzowa I klasy (20 lipca 1945)
- Order Kutuzowa II klasy (6 kwietnia 1945)
- Order Wojny Ojczyźnianej I klasy (dwukrotnie - 17 kwietnia 1943 i 11 marca 1985)
- Order Czerwonego Sztandaru Pracy (13 września 1943)
- Order Czerwonej Gwiazdy (11 listopada 1941)
- Medal „Za obronę Kaukazu”
- Medal jubileuszowy „XX lat Robotniczo-Chłopskiej Armii Czerwonej”[1]
- Medal „Za zwycięstwo nad Niemcami w Wielkiej Wojnie Ojczyźnianej 1941–1945”
- Medal „Weteran Sił Zbrojnych ZSRR”
- Medal „Za wyzwolenie Warszawy”
- Medal „Za zdobycie Berlina”